# Rini Kuijf

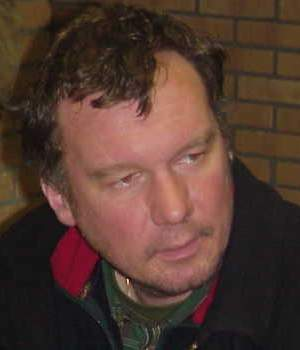
Rini Kuijf

Marinus (Rini) Kuijf (12 februari 1960) is een Nederlandse schaker met een FIDE-rating van 2375 in 2016. Hij is de samensteller van twee dagelijkse schaakopgaven in het Algemeen Dagblad. Hij is een internationaal meester.

Als jeugdspeler won Kuijf in 1977 het Open Nederlands Jeugdschaak Kampioenschap (ONJK). Hij won in 1980, 1986 en in 1988 het Daniël Noteboom-toernooi en werd in 1989 schaakkampioen van Nederland. In 1991 won hij het Open Kampioenschap van Utrecht.
In 2012 eindigde hij, met 1 punt minder dan de winnaar, op een 15e plaats op het Liechtenstein Open.

## Boeken

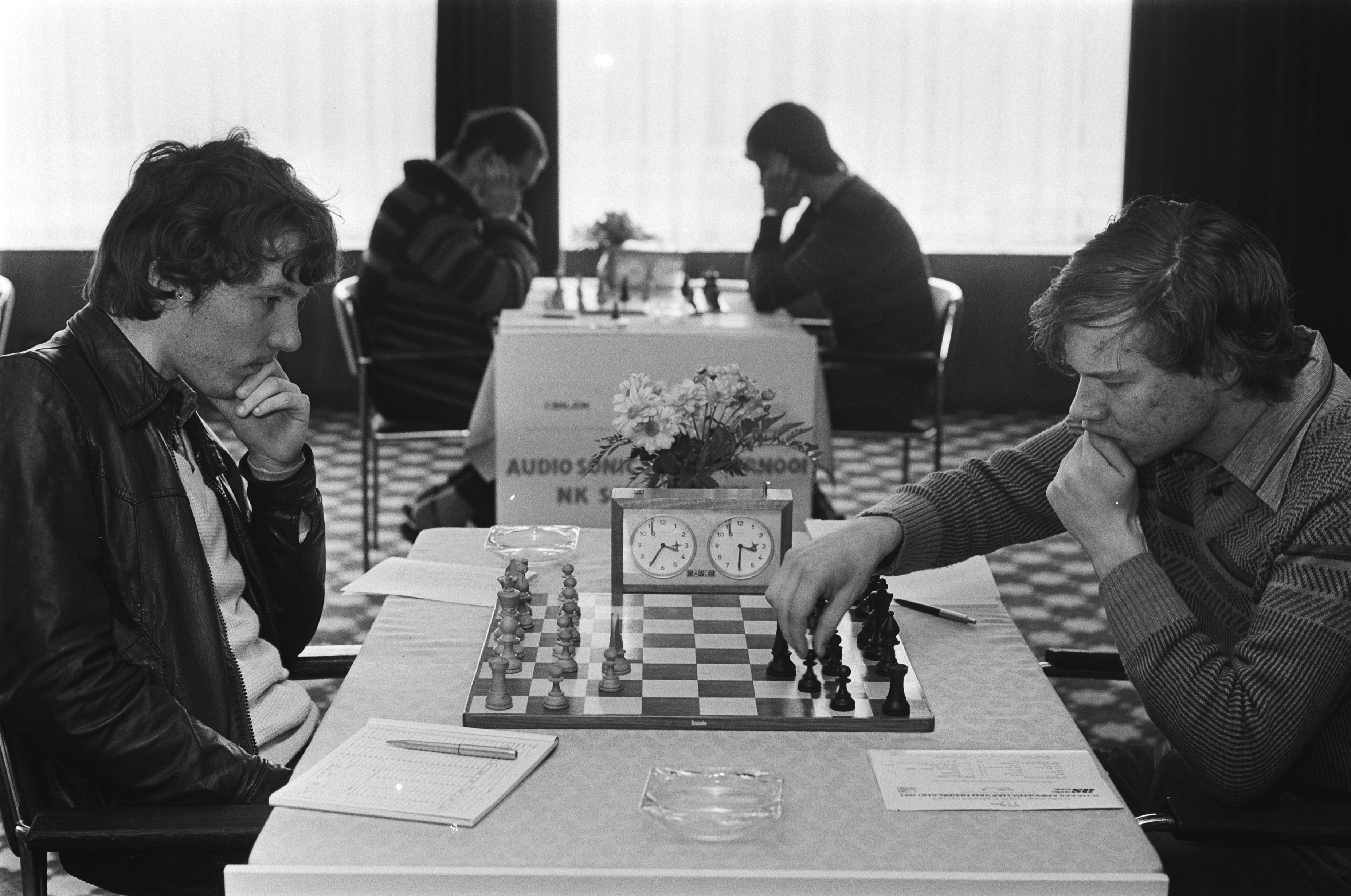
NK Schaken 1982: Rini vs. zijn broer Hans Kuijf

In 1994 schreef Kuijf een boekje over de Meranervariant in de schaakopening Slavisch en in 1995 een boekje over de Botwinnikvariant in dezelfde opening. Hij schreef ook een boekje over de Weense opening.
Hij had lange tijd een verschil van mening met Dick van Geet, de bedenker van de Van Geetopening, over de waarde van 1.Pc3.